# Mu’ajzila
Mu’ajzila – wieś w Syrii, w muhafazie Dajr az-Zaur. W 2004 roku liczyła 2642 mieszkańców.